# レオナルド・デ・デウス・サントス
デデ（Dedé）ことレオナルド・ジ・デウス・サントス（Leonardo de Deus Santos、1978年4月18日 - ）は、ブラジル・ミナスジェライス州ベロオリゾンテ出身のサッカー選手。ポジションはディフェンダー（左サイドバック）、ミッドフィルダー（左サイドハーフ）。

## 経歴
1996年、アトレチコ・ミネイロでプロデビュー。1998年からボルシア・ドルトムントでプレーし、左サイドバックのレギュラーを確保。2004年にはブラジル代表として1試合出場している。2007年10月にドイツ国籍を取得した。2008-09シーズン以降は下部組織出身のマルセル・シュメルツァーの台頭でベンチを温める機会が増えた。2011年夏、トルコ・シュペルリガのエスキシュヒルスポルに移籍した。

## 人物
- 長年「ロベルト・カルロスの代役」と呼ばれた。
- 攻撃好きであり、俊足を生かしたドリブルが魅力。練習熱心であり、自身の能力向上に余念がない。しかしながら守備を嫌い、攻撃のために前線に張り出すあまり後ろを抜かれてしまうことが頻繁にある[要出典]。